# Санта-Доменика-Талао
Санта-Доменика-Талао (итал. Santa Domenica Talao) — коммуна в Италии, располагается в регионе Калабрия, подчиняется административному центру Козенца.
Население составляет 1308 человек, плотность населения составляет 37 чел./км². Занимает площадь 35 км². Почтовый индекс — 87020. Телефонный код — 0985.
Ближайшие населённые пункты: Орсомарсо, Скалея, Прая-а-Маре, Сан-Никола-Арчелла.
Покровителем коммуны почитается святой Иосиф Обручник, празднование в последнее воскресение июля.